# Vern Schuppan
Vernon John Schuppan (Whyalla, 19 de Março de 1943), mais conhecido como Vern Schuppan, é um ex-piloto australiano de Fórmula 1. Correu por BRM, Ensign, Embassy Hill e Surtees. Não pontuou em nenhum GP.

## Resultados na Fórmula 1[1]
(Legenda): 
| Ano  | Equipe                          | Chassis      | Motor                | 1   | 2   | 3   | 4         | 5        | 6         | 7         | 8         | 9        | 10       | 11        | 12       | 13       | 14  | 15  | 16  | 17  | Pontos | Posição |
| ---- | ------------------------------- | ------------ | -------------------- | --- | --- | --- | --------- | -------- | --------- | --------- | --------- | -------- | -------- | --------- | -------- | -------- | --- | --- | --- | --- | ------ | ------- |
| 1972 | Marlboro BRM                    | BRM P153B    | BRM P142 V12         | RSA | ESP | MON | BEL DNS F | FRA      | GBR       | GER       | AUT       | ITA      | CAN      | EUA       |          |          |     |     |     |     | -      | NC      |
| 1974 | Team Ensign                     | Ensign N174  | Ford Cosworth DFV V8 | ARG | BRA | RSA | ESP       | BEL 15 F | MON Ret F | SUE DSQ F | HOL DSQ F | FRA NQ F | GBR NQ F | GER Ret F | AUT      | ITA      | CAN | EUA |     |     | 0      | NC      |
| 1975 | Embassy Racing with Graham Hill | Hill GH1     | Ford Cosworth DFV V8 | ARG | BRA | RSA | ESP       | MON      | BEL       | SUE Ret G | HOL       | FRA      | GBR      | GER       | AUT      | ITA      | EUA |     |     |     | 0      | NC      |
| 1977 | Team Surtees                    | Surtees TS19 | Ford Cosworth DFV V8 | ARG | BRA | RSA | USW       | SPA      | MON       | BEL       | SWE       | FRA      | GBR 12 G | GER 7 G   | AUT 16 G | NED NQ G | ITA | USA | CAN | JPN | 0      | NC      |

### Resultados nas 24 Horas de Le Mans[2]
| Ano  | Equipe                                              | Nº | Co-Pilotos                       | Chassi                          | Pneus | Classe | Voltas | Posição | Posição Na Categoria |
| Ano  | Equipe                                              | Nº | Co-Pilotos                       | Motor                           | Pneus | Classe | Voltas | Posição | Posição Na Categoria |
| ---- | --------------------------------------------------- | -- | -------------------------------- | ------------------------------- | ----- | ------ | ------ | ------- | -------------------- |
| 1973 | Gulf Research Racing Compagny                       | 9  | Mike Hailwood John Watson        | Mirage M6                       | F     | S 3.0  | 112    | DNF     | DNF                  |
| 1973 | Gulf Research Racing Compagny                       | 9  | Mike Hailwood John Watson        | Ford Cosworth DFV 3.0L V8       | F     | S 3.0  | 112    | DNF     | DNF                  |
| 1974 | Gulf Research Racing Co.                            | 12 | Reine Wisell                     | Mirage GR7                      | F     | S 3.0  | 49     | DNF     | DNF                  |
| 1974 | Gulf Research Racing Co.                            | 12 | Reine Wisell                     | Ford Cosworth DFV 3.0L V8       | F     | S 3.0  | 49     | DNF     | DNF                  |
| 1975 | Gulf Research Racing Co.                            | 10 | Jean-Pierre Jaussaud             | Mirage GR8                      | G     | S 3.0  | 330    | 3       | 3                    |
| 1975 | Gulf Research Racing Co.                            | 10 | Jean-Pierre Jaussaud             | Ford Cosworth DFV 3.0L V8       | G     | S 3.0  | 330    | 3       | 3                    |
| 1976 | Grand Touring Cars Inc.                             | 11 | Derek Bell                       | Mirage GR8                      | G     | S 3.0  | 326    | 5       | 5                    |
| 1976 | Grand Touring Cars Inc.                             | 11 | Derek Bell                       | Ford Cosworth DFV 3.0L V8       | G     | S 3.0  | 326    | 5       | 5                    |
| 1977 | Grand Touring Cars Inc. Mirage Renault              | 10 | Jean-Pierre Jarier               | Mirage GR8                      | G     | S +2.0 | 327    | 2       | 2                    |
| 1977 | Grand Touring Cars Inc. Mirage Renault              | 10 | Jean-Pierre Jarier               | Renault 2.0L Turbo V6           | G     | S +2.0 | 327    | 2       | 2                    |
| 1978 | Grand Touring Cars Inc.                             | 10 | Jacques Laffite Sam Posey        | Mirage M9                       | G     | S +2.0 | 293    | 10      | 5                    |
| 1978 | Grand Touring Cars Inc.                             | 10 | Jacques Laffite Sam Posey        | Renault 2.0L Turbo V6           | G     | S +2.0 | 293    | 10      | 5                    |
| 1979 | Grand Touring Cars Inc. Ford Concessionaires France | 10 | Jean-Pierre Jaussaud David Hobbs | Mirage M10                      | G     | S +2.0 | 121    | DNF     | DNF                  |
| 1979 | Grand Touring Cars Inc. Ford Concessionaires France | 10 | Jean-Pierre Jaussaud David Hobbs | Ford Cosworth DFV 3.0L V8       | G     | S +2.0 | 121    | DNF     | DNF                  |
| 1981 | Porsche System                                      | 12 | Jochen Mass Hurley Haywood       | Porsche 936                     | D     | S +2.0 | 312    | 12      | 2                    |
| 1981 | Porsche System                                      | 12 | Jochen Mass Hurley Haywood       | Porsche Type-935 2.6L Turbo F6  | D     | S +2.0 | 312    | 12      | 2                    |
| 1982 | Rothmans Porsche System                             | 2  | Jochen Mass                      | Porsche 956                     | D     | C      | 356    | 2       | 2                    |
| 1982 | Rothmans Porsche System                             | 2  | Jochen Mass                      | Porsche Type-935 2.6L Turbo F6  | D     | C      | 356    | 2       | 2                    |
| 1983 | Rothmans Porsche                                    | 3  | Hurley Haywood Al Holbert        | Porsche 956                     | D     | C      | 370    | 1       | 1                    |
| 1983 | Rothmans Porsche                                    | 3  | Hurley Haywood Al Holbert        | Porsche Type-935 2.6L Turbo F6  | D     | C      | 370    | 1       | 1                    |
| 1984 | Porsche Kremer Racing                               | 11 | Alan Jones Jean-Pierre Jarier    | Porsche 956B                    | D     | C1     | 337    | 6       | 6                    |
| 1984 | Porsche Kremer Racing                               | 11 | Alan Jones Jean-Pierre Jarier    | Porsche Type-935 2.6 L Turbo F6 | D     | C1     | 337    | 6       | 6                    |
| 1985 | Rothmans Porsche                                    | 3  | Al Holbert John Watson           | Porsche 962C                    | D     | C1     | 299    | DNF     | DNF                  |
| 1985 | Rothmans Porsche                                    | 3  | Al Holbert John Watson           | Porsche Type-935 2.6 L Turbo F6 | D     | C1     | 299    | DNF     | DNF                  |
| 1986 | Rothmans Porsche                                    | 2  | Jochen Mass Bob Wollek           | Porsche 962C                    | D     | C1     | 180    | DNF     | DNF                  |
| 1986 | Rothmans Porsche                                    | 2  | Jochen Mass Bob Wollek           | Porsche Type-935 2.6L Turbo F6  | D     | C1     | 180    | DNF     | DNF                  |
| 1986 | Rothmans Porsche                                    | 3  | Drake Olsen                      | Porsche 962C                    | D     | C1     | 41     | DNF     | DNF                  |
| 1986 | Rothmans Porsche                                    | 3  | Drake Olsen                      | Porsche Type-935 2.6L Turbo F6  | D     | C1     | 41     | DNF     | DNF                  |
| 1987 | Rothmans Porsche AG                                 | 18 | Bob Wollek Jochen Mass           | Porsche 962C                    | D     | C1     | 16     | DNF     | DNF                  |
| 1987 | Rothmans Porsche AG                                 | 18 | Bob Wollek Jochen Mass           | Porsche Type-935 3.0L Turbo F6  | D     | C1     | 16     | DNF     | DNF                  |
| 1988 | Porsche AG (D)                                      | 18 | Bob Wollek Sarel van der Merwe   | Porsche 962C                    | D     | C1     | 192    | DNF     | DNF                  |
| 1988 | Porsche AG (D)                                      | 18 | Bob Wollek Sarel van der Merwe   | Porsche Type-935 3.0L Turbo F6  | D     | C1     | 192    | DNF     | DNF                  |
| 1989 | Team Schuppan Team Davey                            | 55 | Eje Elgh Gary Brabham            | Porsche 962C                    | D     | C1     | 321    | 13      | 10                   |
| 1989 | Team Schuppan Team Davey                            | 55 | Eje Elgh Gary Brabham            | Porsche Type-935 3.0L Turbo F6  | D     | C1     | 321    | 13      | 10                   |